# Lo smemorato
Lo smemorato è un film del 1936 diretto da Gennaro Righelli.

## Trama
Domenico, un tipografo vessato quotidianamente dalla propria moglie e dalla suocera, persone litigiose e pignole, decide di allontanarsi da casa per trovare un po' di pace, nella sua fuga incontra una bizzarra signora, Erminia, che immagina di riconoscere in lui il marito da poco scomparso. Domenico preferisce stare al gioco per un po', sino a quando decide che sia ora di rientrare a casa, continuando a far finta, con i familiari di essere sempre il marito della ricca vedova. Questo atteggiamento da finto smemorato convince moglie e suocera a cambiare atteggiamento nei suoi confronti sino a farlo rinsavire.

## Produzione
Tratto da una commedia omonima di Emilio Caglieri, il film prodotto da Liborio Capitani in collaborazione con la ICAR di Alfredo Proia, fu girato negli studi della Capitani a Via degli Avignonesi 32 a Roma.
In USA il film fu distribuito nel 1940.

## Accoglienza

### Critica
«C'è da ridere sovente, e poiché il film non si propone altro, sarebbe ingiusta pedanteria il pretendere di più. Del resto anche se la trama seguita ad essere eminentemente farsesca, gli episodi esilaranti si susseguono con una certa scioltezza e la loro teatralità non è eccessivamente caricata. Musco è spassosissimo nelle sue rassegnazioni, nei suoi intenerimenti, nelle sue paure e nelle sue simulate pazzie, sempre sorrette dal suo estro...» Dino Falconi ne Il Popolo d'Italia dell'8 novembre 1936.